# Skålevik
Skålevik is een plaats in de Noorse gemeente Kristiansand, provincie Agder. Skålevik telt 2711 inwoners (2007) en heeft een oppervlakte van 2,33 km². Skålevik ligt op het eiland Flekkerøy.